# آرسن فادزائف
آرسن فادزائف (به روسی: Хаджимурат Гацалов) (زادهٔ ۵ سپتامبر ۱۹۶۲) کشتی‌گیر پیشین و سیاسمتدار اوستیایی‌تبار است که در دوران ورزشی خود در دستهٔ سبک‌وزن کشتی آزاد برای شوروی رقابت می‌کرد. فادزائف یکی از بهترین و پرافتخارترین کشتی‌گیران تاریخ به شمار می‌رود که به مدت ده سال قهرمان بی‌رقیب سبک‌وزن بود. او دو مدال طلای بازی‌های المپیک (۱۹۸۸ سئول، ۱۹۹۲ بارسلون)، شش مدال طلا و یک نقرهٔ مسابقات قهرمانی کشتی جهان و نیز چهار مدال طلای مسابقات قهرمانی کشتی اروپا را کسب کرده است.
فادزائف بعد از المپیک از مسابقات کناره گرفت و به مربیگری در باشگاه زسکا مسکو و تیم ملی روسیه مشغول شد اما بعد از چهار سال دوری از کشتی و در سن ۳۴ سالگی تصمیم گرفت برای سومین بار در المپیک حضور یابد و و برای ازبکستان در وزن ۶۸ کیلوگرم به روی تشک رفت. او در کشتی اول خود در این المپیک مقابل اکبر فلاح از ایران قرار گرفت و پس از تساوی در وقت اضافه با رأی داوران برنده اعلام شد اما در دو کشتی بعدی در دو مسابقه نزدیک مغلوب کشتی‌گیران روسیه و سوریه شد. فادزائف بعد از این المپیک وارد فعالیت‌های سیاسی شد و بعد از دو دوره حضور در پارلمان اوستیای شمالی بین سال‌های ۲۰۰۳ تا ۲۰۱۱ نماینده دوما بود.